# Andrea Gigante

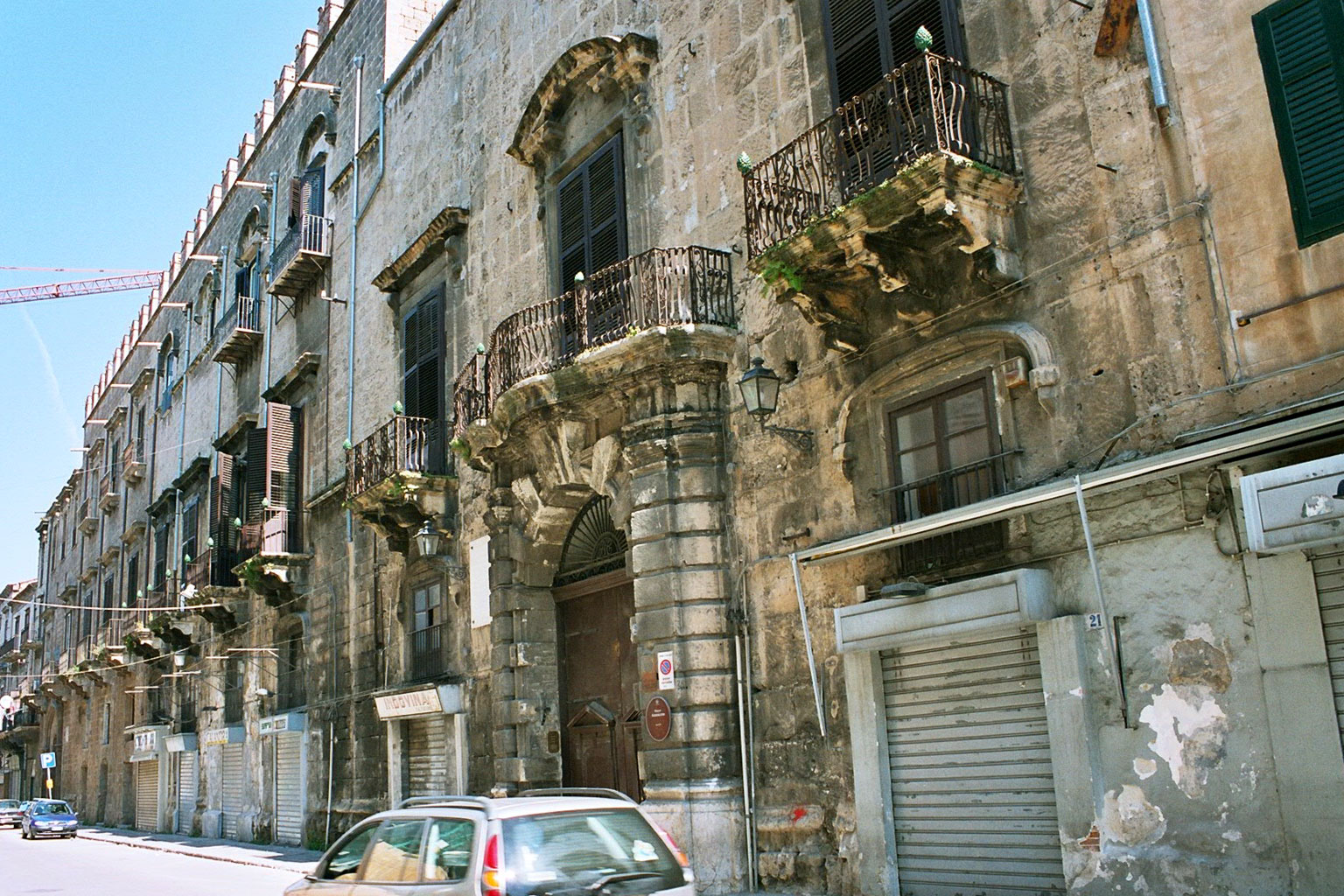
Palazzo Aiutamicristo

Andrea Gigante oder Giganti (* 18. September 1731 in Trapani; † 4. November 1787 in Palermo) war ein italienischer Architekt auf der Schwelle vom Barock zum Klassizismus. Er war Schüler von Giovanni Biagio Amico. Gigante gestaltete diverse Paläste und Kirchen in Sizilien. In Sciacca erbaute er die Chiesa del Carmine, in Palermo war er bei der architektonischen Gestaltung des Palazzo Aiutamicristo, des Palazzo Bonagia, der Villa Galletti, der Villa Tasca, des Palazzo Ventimiglia und der Chiesa di S. Paolo dei Giardinieri beteiligt.